# Coenocalpe subrufata
Coenocalpe subrufata är en fjärilsart som beskrevs av Adrian Hardy Haworth 1809. Coenocalpe subrufata ingår i släktet Coenocalpe och familjen mätare. Inga underarter finns listade i Catalogue of Life.